# Antonius M. J. M. Herman van de Spijker
Antonius M. J. M. Herman van de Spijker OFMCap (* 1936 in Best; vollständig: Antonius Martinus Joseph Maria Herman van de Spijker, oft: Herman van de Spijker oder A. M. J. M. Herman van de Spijker) ist ein niederländischer Theologe.

## Wirken
Herman van de Spijker trat nach der Schulausbildung in den Kapuzinerorden ein und wurde am 30. Juli 1962 zum Priester geweiht. Er promovierte an der Universität Fribourg und habilitierte sich 1992 an der Universität Würzburg mit der Arbeit Narzisstische Kompetenz – Selbstliebe – Nächstenliebe. Inzwischen ist er emeritiert. Nebenamtlich ist er Bibliothekar der Centrale Capucijnen-Bibliotheck Nederland.
Er hat unter anderem mehrere Werke zu den Themen Theologie sowie zur Homosexualität geschrieben. Im deutschen Sprachraum wurde er vor allem durch seine 1968 erschienene Arbeit Die gleichgeschlechtliche Zuneigung: Homotropie: Homosexualität, Homoerotik, Homophilie und die katholische Moraltheologie bekannt, eine ermutigende, ausführliche Auseinandersetzung mit dem Themenbereich. Darin führte er zum schon 1946 vorgeschlagenen, aber nie in Gebrauch gekommenen Adjektiv homotrop das bis heute selten gebrauchte Substantiv Homotropie ein, welches für ihn die „dreidimensionale Existenz: Sexus, Eros, Philia“ miteinander vereinigt, denn als „reale Hinordnung auf einen Partner des gleichen Geschlechts“ beinhaltet sie „auf sexueller Ebene: Homosexualität“, „auf erotischer Ebene: Homoerotik“ und „auf personaler Ebene: Homophilie“.

## Veröffentlichungen

### Bücher
- Die gleichgeschlechtliche Zuneigung. Homotropie: Homosexualität, Homoerotik, Homophilie, und die katholische Moraltheologie (Geleitworte von Hans Giese und Alois Müller), Walter-Verlag, Olten / Freiburg im Breisgau 1968 (Erstfassung als Lizentiatsthese an der Julius-Maximilians-Universität Würzburg bei Alfons Auer 1966)
- La inclinacion homosexual. La homosexualidad a la luz de las nuevas aportaciones de la ciencia, de la antropologia y de la teologia moral, (Sexualidad, No. 21), Editorial Fontanella, S. A. Barcelona, 1971
- Befragte Gemeinde. Das christliche Leben in der katholischen Pfarrgemeinde Rapperswil. Eine Untersuchung im Dienste der pastoralen Verkündigung., Katholisches Pfarramt, Rapperswil 1970; Dissertation an der Universität Freiburg, Schweiz, 1969, unter dem Titel: Das christliche Leben in der katholischen Pfarrgemeinde Rapperswil
- Homotropie: Menschlichkeit als Rechtfertigung. Überlegungen zur gleichgeschlechtlichen Zuneigung, Manz, München 1972, ISBN 3-7863-0139-5 ???
  - Homotropía. Inclinación hacia el mismo sexo. Ed. Sociedad de Educación Atenas., 1976
  - Omotropia. Un discorso diverso sull’omosessualit?, "Fuori collana", Edizioni Gruppo Abele, Torino, 1983, ISBN 88-7670-002-1
- Pastorale competentie: mogelijkheden en moeilijkheden van het pastor-zijn : een poimenisch collegeboek, Heerlen, Poimen 1984, ISBN 90-71008-01-0
- Gott, du bist ein Engel: das Tobit-Buch und sein poimenisches Anliegen, 2. Auflage, Heerlen, Poimen 1995, ISBN 3-7761-0026-5
- Narzisstische Kompetenz – Selbstliebe – Nächstenliebe. Sigmund Freuds Herausforderung der Theologie und Pastoral., 1. Auflage, Herder, 1993; 2. Auflage, Herder, 1995, ISBN 3-451-23063-1; Habilitations-Schrift, Universität Würzburg, 1992
- Omotropia nell’orizzonte della eteroropia. La realtà della sessualità umana. CLEUP, Padova, 2014. ISBN 978-88-6129-657-2

### Beiträge und Aufsätze
- Liebe kennt viele Farben, in: ferment, 16/5,6 (1975), 40
- mit M.J.J. Menken, P.H.J. Post: Goede herders, 7 opstellen over herderschap en pastoraat, Apreldoorn, Averbode 1983
- Auf der Suche nach der Geschlechtlichkeit. … damit Frauen Frau, Männer Mann und Menschen miteinander Menschen werden, in: I. Baumgartner (Hrsg.): Handbuch der Pastoralpsychologie, 1990, S. 367ff.
- Den Nächsten lieben – wie mich selbst?, in: Zentralkomitee der deutschen Katholiken (Hrsg.): Wie im Himmel so auf Erden. 90. Deutscher Katholikentag vom 23. bis 27. Mai 1990 in Berlin. Dokumentation Teil I, Bonifatius, Paderborn 1990, ISBN 3-87088-620-X, S. 640
- Reif-Sein ist alles. Pastoraltheologische Überlegungen zur Pubertät. In: Medizinische Welt 27(1976)162-165.
- Beitrag zu: Hartmut Heidenreich (Hrsg.): "… es geht um den Menschen" Aspekte einer biographischen Praktischen Theologie. Festschrift für Stefan Knobloch, Winklerverlag, 1997. ISBN 978-3-924517-56-4
- in: PThI (Pastoraltheologische Informationen)
  - "… Und er sah diesen einen". Das "principium individuationis" als pastoraltheologischer Beitrag zur Besinnung auf das "Amt in Vielfalt", 5. Jg. (1985), Heft 1, Folge 17, S. 107
  - Androgyne/gynandrische Handlungsmuster. Arbeitspapier zu AK 8, 5. Jg. (1985), Heft 2, Folge 18, S. 319
  - mit: Andreas Heller, Karl Heinz Ladenhauf: Nichteheliche Lebensgemeinschaften in der kirchlichen Praxis – Momentaufnahmen, um eine offenere Beziehungskultur zu fördern, 7. Jg. (1987), Heft 1/2, Folge 21/22, S. 41
  - Diakonie oder „in Holzschuhen gehen“, 10. Jg. (1990), Heft 1, Folge 25, S. 203
  - Alles ist Heil im Geheimnis, 14. Jg. (1994), Heft 1/2, S. 25–29
  - Auf der Suche nach einer menschenverbundenen Wissenschaft, 20. Jg. (2000), Heft 2